# Ala Gallorum Indiana
El Ala Gallorum Indiana fue una unidad auxiliar del ejército romano altoimperial del tipo Ala quinquagenaria, reclutada en 21 bajo el imperio de Tiberio y de existencia constatada hasta mediados del siglo III.

## Reclutamiento yDinastía Julio-Claudia
Fue reclutada en la Galia Bélgica durante la rebelión gala de 21, por Iulius Indus, un notable de la tribu de los tréveros enemigo del caudillo rebelde Iulius Florus, que permaneció fiel al Imperio y contribuyó a aplastar a los sublevados. Terminada esta campaña, la unidad fue regularizada y asignada al ejército de guarnición en el limes Germanicus, aunque ignoramos a qué legión y base concreta.
El Ala Gallorum Indiana fue integrada por orden de Claudio I en el ejército reunido para la invasión de Britannia, participando en las principales operaciones. Estuvo acantonada en la segunda mitad del siglo I en Corinum (Cirencester, Reino Unido), donde levantó su castellum alae.

## Evolución bajo laDinastía Flavia

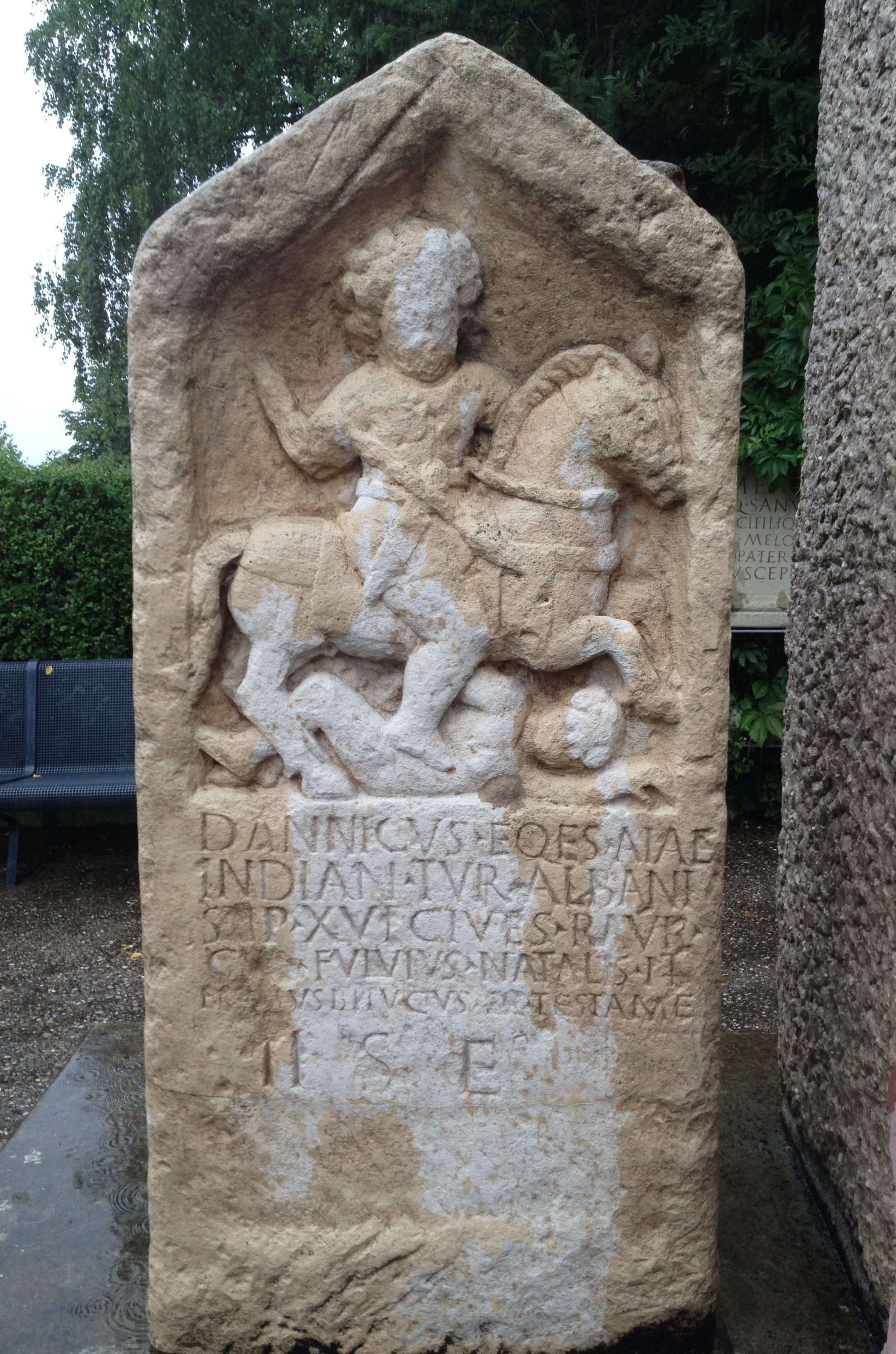
Reproducción de la inscripción CIL VII 66 = RIB 1, 108, procedente de Cirencester (Gran Bretaña) dedicada al jinete del Ala Indiana Dannicus, de origen raurico, un tribu de Raetia a finales del siglo II.

Domiciano en 82 ordenó su traslado a la provincia Germania Inferior para participar en su campaña contra los catos. Permaneció de guarnición en esta provincia y se mantuvo fiel a Domiciano en 89 durante la rebelión de Lucio Antonio Saturnino, recibiendo el título honorífico de Pia Fidelis Domitiana, reducido a Pia Fidelis después del asesinato y damnatio memoriae de Domiciano en 96. De esta época conocemos un jinete, que era natural de la Colonia Augusta Treverorum (Tréveris, Alemania).

## El siglo II

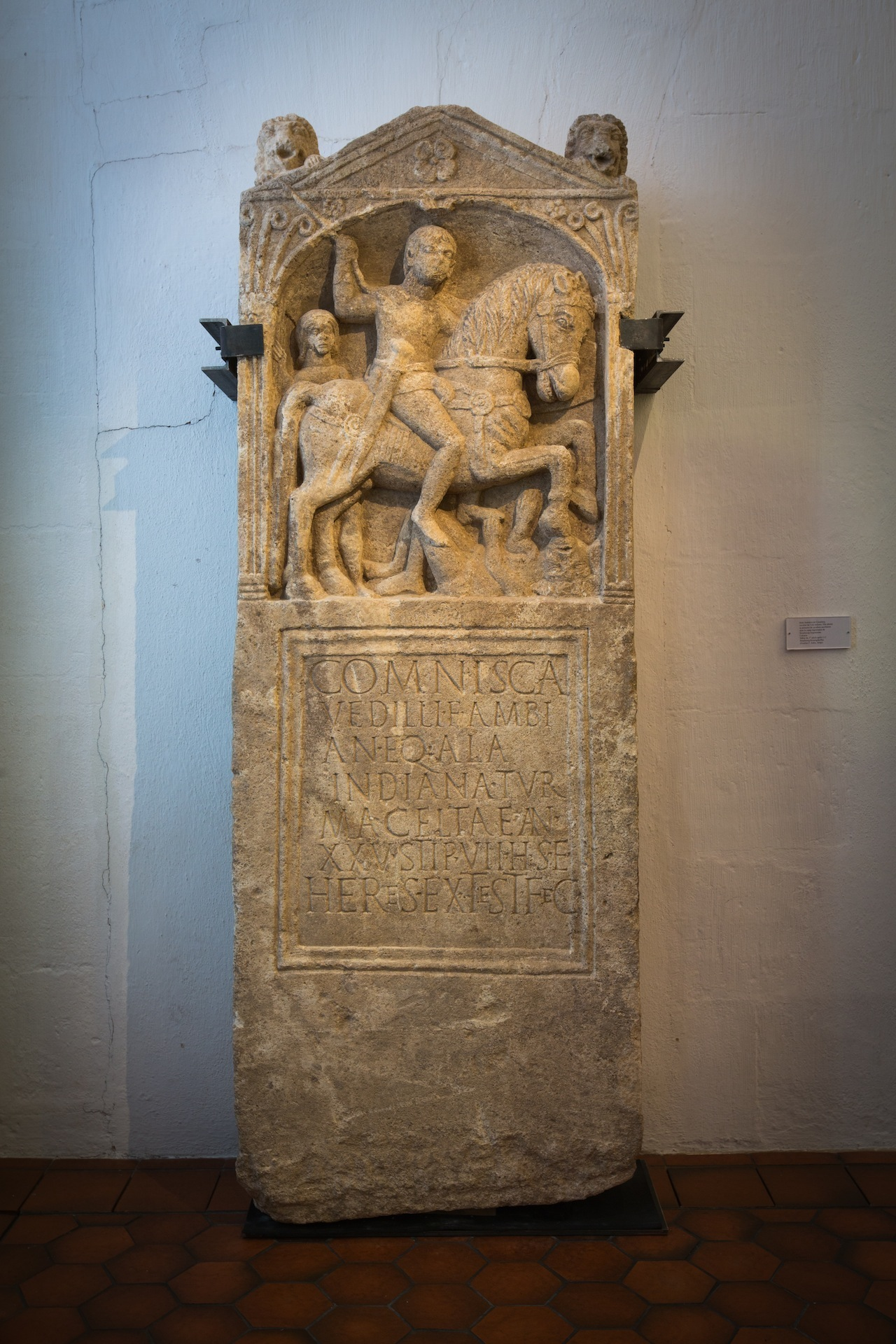
Estela funeraria de Kœnigshoffen (Estrasburgo, Francia) en honor de Comnisca Ambianus, jinete de la turma de Celta en el Ala I Gallorum Indiana.

En 98, la unidad prestaba servicio directamente a las órdenes del emperador Trajano, cuando reorganizó el limes del Rin después de su ascenso al trono, como indica un diploma militaris de 20 de febrero de 98.
Otro diploma de 13 de marzo de 101 indica que seguía perteneciendo al ejército de Germania Inferior.
En algún momento entre 101 y 130, muy posiblemente bajo Adriano, fue trasladada al ejército de la provincia Germania Superior, tal y como indica un diploma de ese último año y otro diploma de 16 de octubre de 134. Así mismo, hacia 132-135 fue dirigida por el Praefectus Alae Cayo Hedio Vero, quien había sido Praefectus Cohortis de la Cohors II Lingonum equitata en 126-128 en Britannia.
De esta misma época tenemos constancia de otro de sus jinetes, Comnisca Ambiano, de la turma de Celta, procedente de Kœnigshoffen, cerca de la gran base militar de Argentorate (Estrasburgo, Francia)
Por su parte, Marco Ulpio Sporo fue médico de la unidad en algún momento del siglo II, entre el imperio de Adriano y el final del siglo.

## El siglo III y la desaparición del Ala
El último testimonio de esta unidad es de la época de Caracalla, atestiguándose su presencia en la localidad de Wolfersheim (Alemania) cerca de Mogontiacum en la Germania Superior y el ala desapareció en la segunda mitad del siglo III.